# Honda (ort)
Honda är en ort i Colombia.   Den ligger i departementet Tolima, i den centrala delen av landet, 100 km nordväst om huvudstaden Bogotá. Honda ligger 200 meter över havet och antalet invånare är 28 158.
Terrängen runt Honda är huvudsakligen lite kuperad. Honda ligger nere i en dal. Runt Honda är det ganska glesbefolkat, med 42 invånare per kvadratkilometer. Honda är det största samhället i trakten. Omgivningarna runt Honda är en mosaik av jordbruksmark och naturlig växtlighet.